# Хизанейшвили, Дмитрий Ильич
Дмитрий Ильич Хизанейшвили (1919 год, село Зеда-Дими — дата смерти неизвестна) — звеньевой колхоза имени Берия Маяковского сельсовета Маяковского района, Грузинская ССР. Герой Социалистического Труда (1949). Лишён звания Героя Социалистического Труда в 1953 году.

## Биография
Родился в 1919 году в крестьянской семье в селе Зеда-Дими (сегодня – Багдатский муниципалитет).  Окончил местную сельскую школу. Трудился в сельском хозяйстве. В 1939 году был призван на срочную службу в Красную Армию. Окончил военное училище в звании лейтенанта. С июня 1941 года – на фронтах Великой Отечественной войны. В 1942 году во время одного из сражений в районе города Миллерово попал в плен. С 1943 года считался пропавшим без вести. 
Будучи в плену, в 1942 году после принятия присяги поступил на службу в вермахт. Окончив немецкую спецшколу, командовал взводом в звании фельдфебеля в составе Грузинского легиона. Участвовал в боях с советскими партизанами около Орла и в брянских лесах. Позднее окончил спецшколу младших командиров. С февраля 1944 года воевал против итальянских партизан. В июне 1944 года перешёл к партизанам и позднее перебрался в Швейцарию, где находился в лагере интернированных. В августе 1945 года был передан советским войскам. После проверки в 33-й запасной стрелковой дивизии ему возвратили звание лейтенанта. Свою службу в Грузинском легионе скрыл. После демобилизации возвратился на родину. 
В послевоенное время трудился звеньевым трудился в колхозе имени Ленина Маяковского района. В 1948 году звено под его руководством собрало в среднем с каждого гектара по 123,9 центнера винограда на участке площадью 3 гектара. Указом Президиума Верховного Совета СССР от 9 августа 1949 года удостоен звания Героя Социалистического Труда за «получение высоких урожаев винограда в 1948 году» с вручением ордена Ленина и золотой медали «Серп и Молот» (№ 4328).
Этим же Указом званием Героя Социалистического Труда были также награждены труженики колхоза имени Берия бригадир Митрофан Александрович Ебаноидзе, звеньевые Валериан Силибистрович Гаручава и Илья Иванович Вашакидзе.
В 1952 году стало известно о его службе в Грузинском легионе. 27 марта 1952 года Военный трибунал Закавказского округа осудил его по ст. 58-1б УК Грузинской ССР на срок 15 лет лагерей. Был лишён воинского звания лейтенант. Указом Президиума Верховного Совета СССР от 14 июля 1953 года лишён звания Героя Социалистического Труда и всех присвоенных наград. 
Дальнейшая судьба неизвестна. 